# Gettrup Sogn
Gettrup Sogn var et sogn i Sydthy Provsti (Aalborg Stift). 29. november 2020 blev det lagt sammen med Helligsø Sogn til Helligsø-Gettrup Sogn.
I 1800-tallet var Gettrup Sogn anneks til Helligsø Sogn. Begge sogne hørte til Refs Herred i Thisted Amt. Helligsø-Gettrup sognekommune blev ved kommunalreformen i 1970 indlemmet i Sydthy Kommune, som ved strukturreformen i 2007 indgik i Thisted Kommune.
I Gettrup Sogn ligger Gettrup Kirke. Det meste af Gettrup by ligger i Helligsø Sogn, idet kirkegårdsdiget danner sognegrænse på sydsiden.

## Stednavne
I sognet findes følgende autoriserede stednavne:
- Gettrup (bebyggelse, ejerlav)
- Gundtoft (bebyggelse, ejerlav)
- Gydkær (bebyggelse)
- Havreland (bebyggelse)
- Hjælpensbjerg (areal)
- Kobberrødhede (bebyggelse)
- Kobberø (bebyggelse, ejerlav)
- Kobberø Løb (vandareal)

## Hjælpensbjerg
På forsiden af Jul i Thy fra 1990 er der et foto af Hjælpensbjerg på Kobberø Hede, kendt fra et sagn om en begravet guldskat. Ifølge sagnet gik Limfjorden i oldtiden ind i landet, så man kunne sejle ind til stedet, hvor Hjælpensbjerg nu ligger. En gang, da krig hærgede Danmark, samlede folket ifølge sagnet en guldskat sammen og fik den sejlet til Kobberø Hede. Skibet, der fragtede skatten, blev trukket op på land, og en høj kastet op over den. Guldskatten skulle graves frem igen til hjælp, den dag landet blev stedt i rigtig nød, og højen fik derfor navnet Hjælpensbjerg. En kæmpe - konge eller høvding - blev angiveligt sat til at bevogte skatten, og begravet med den. Han sidder på en guldstol ved et guldbord på skibets dæk, med armene på bordet, og hovedet hvilende på dem; ligesom Holger Danske blundende, men han vil vågne, når solen skinner på ham, og forsvinde med skatten, hvis nogen prøver at grave den frem for at berige sig selv. I nødens stund, når skatten skal graves frem, må der graves fra nordsiden, så solen ikke skinner ind i åbningen; og straks kongen kommer til syne, må stolen væltes mod ham, så han taber sin magt. På højens nordside var der angiveligt et kildevæld, der ikke tørrede ud. Det ældste vidnesbyrd om Hjælpensbjerg og en nedgravet skat til brug i hårde tider er et manuskript om Aalborg Stifts kirker fra 1735. Sagnet om skibet og kæmpen kan dog ikke spores længere tilbage end til nedtegnelser foretaget af lærer Bertelsen i Øster Vandet Sogn i 1800-tallet.